# Bermuda az 1976. évi nyári olimpiai játékokon
Bermuda a kanadai Montréalban megrendezett 1976. évi nyári olimpiai játékok egyik részt vevő nemzete volt. Az országot az olimpián 3 sportágban 16 sportoló képviselte, akik összesen 1 érmet szereztek.

## Érmesek
| Érem  | Versenyző     | Sportág   | Versenyszám |
| ----- | ------------- | --------- | ----------- |
| Bronz | Clarence Hill | Ökölvívás | Nehézsúly   |

## Atlétika
Férfi
| Versenyző                                           | Versenyszám     | Előfutam | Előfutam | Előfutam | Negyeddöntő | Negyeddöntő | Negyeddöntő | Elődöntő | Elődöntő | Elődöntő | Döntő   | Döntő    |
| Versenyző                                           | Versenyszám     | Idő      | Hely.    | Össz.    | Idő         | Hely.       | Össz.       | Idő      | Hely.    | Össz.    | Idő     | Helyezés |
| --------------------------------------------------- | --------------- | -------- | -------- | -------- | ----------- | ----------- | ----------- | -------- | -------- | -------- | ------- | -------- |
| Mike Sharpe                                         | 100 m           | 10,70    | 4.       | 31.*     | kiesett     | kiesett     | kiesett     | kiesett  | kiesett  | kiesett  | kiesett | kiesett  |
| Gregory Simons                                      | 100 m           | 10,76    | 5.       | 40.**    | kiesett     | kiesett     | kiesett     | kiesett  | kiesett  | kiesett  | kiesett | kiesett  |
| Dennis Trott                                        | 100 m           | 10,67    | 5.       | 27.      | 10,64       | 5.          | 25.         | kiesett  | kiesett  | kiesett  | kiesett | kiesett  |
| Calvin Dill                                         | 200 m           | 22,38    | 4.       | 36.      | 21,40       | 6.          | 24.         | kiesett  | kiesett  | kiesett  | kiesett | kiesett  |
| Renelda Swan                                        | 400 m           | 49,13    | 6.       | 40.      | kiesett     | kiesett     | kiesett     | kiesett  | kiesett  | kiesett  | kiesett | kiesett  |
| Ray Swan                                            | Maraton         |          |          |          |             |             |             |          |          |          | 2:39:18 | 58.      |
| Mike Sharpe Dennis Trott Calvin Dill Gregory Simons | 4 × 100 m váltó | 39,90    | 4.       | 9.       |             |             |             | 39,78    | 5.       | 10.      | kiesett | kiesett  |

| Versenyző    | Versenyszám | Selejtező | Selejtező | Döntő    | Döntő    |
| Versenyző    | Versenyszám | Eredmény  | Helyezés  | Eredmény | Helyezés |
| ------------ | ----------- | --------- | --------- | -------- | -------- |
| Clark Godwin | Magasugrás  | 205 cm    | 32.**     | kiesett  | kiesett  |

Női
| Versenyző    | Versenyszám | Előfutam | Előfutam | Előfutam | Negyeddöntő      | Negyeddöntő      | Negyeddöntő      | Elődöntő | Elődöntő | Elődöntő | Döntő   | Döntő    |
| Versenyző    | Versenyszám | Idő      | Hely.    | Össz.    | Idő              | Hely.            | Össz.            | Idő      | Hely.    | Össz.    | Idő     | Helyezés |
| ------------ | ----------- | -------- | -------- | -------- | ---------------- | ---------------- | ---------------- | -------- | -------- | -------- | ------- | -------- |
| Debbie Jones | 100 m       | 11,84    | 5.       | 33.      | nem állt rajthoz | nem állt rajthoz | nem állt rajthoz | kiesett  | kiesett  | kiesett  | kiesett | kiesett  |

* - egy másik versenyzővel azonos időt ért el

** - két másik versenyzővel azonos eredményt/időt ért el

## Ökölvívás
| Versenyző      | Versenyszám  | 32-es főtábla     | Nyolcaddöntő                          | Negyeddöntő                  | Elődöntő                  | Döntő             | Helyezés |
| Versenyző      | Versenyszám  | Ellenfél Eredmény | Ellenfél Eredmény                     | Ellenfél Eredmény            | Ellenfél Eredmény         | Ellenfél Eredmény | Helyezés |
| -------------- | ------------ | ----------------- | ------------------------------------- | ---------------------------- | ------------------------- | ----------------- | -------- |
| Robert Burgess | Félnehézsúly | erőnyerő          | Seifu Mekonnen (ETH) · nem vett részt | Costică Dafinoiu (ROU) · 0-5 | kiesett                   | kiesett           | 5.       |
| Clarence Hill  | Nehézsúly    | erőnyerő          | Parviz Badpa (IRI) · KO               | Rudy Gauwe (BEL) · 5-0       | Mircea Simion (ROU) · 0-5 | kiesett           |          |

## Vitorlázás
Nyílt
| Versenyző                                  | Versenyszám    | Futam | Futam | Futam  | Futam  | Futam | Futam | Futam | Pontszám | Helyezés |
| Versenyző                                  | Versenyszám    | 1     | 2     | 3      | 4      | 5     | 6     | 7     | Pontszám | Helyezés |
| ------------------------------------------ | -------------- | ----- | ----- | ------ | ------ | ----- | ----- | ----- | -------- | -------- |
| Howard Lee                                 | Finn dingi     | 32,0  | 34,0  | 23,0   | (37,0) | 26,0  | 30,0  | 30,0  | 175,0    | 26.      |
| Larry Lindo Eugene Simmons                 | 470-es osztály | 21,0  | 15,0  | (29,0) | 28,0   | 20,0  | 17,0  | 15,0  | 116,0    | 17.      |
| Richard Belvin Gordon Flood Raymond Pitman | Soling         | 18,0  | 24,0  | (30,0) | 28,0   | 16,0  | 28,0  | 27,0  | 141,0    | 21.      |